# Jean 3:16
 (octobre 2024).

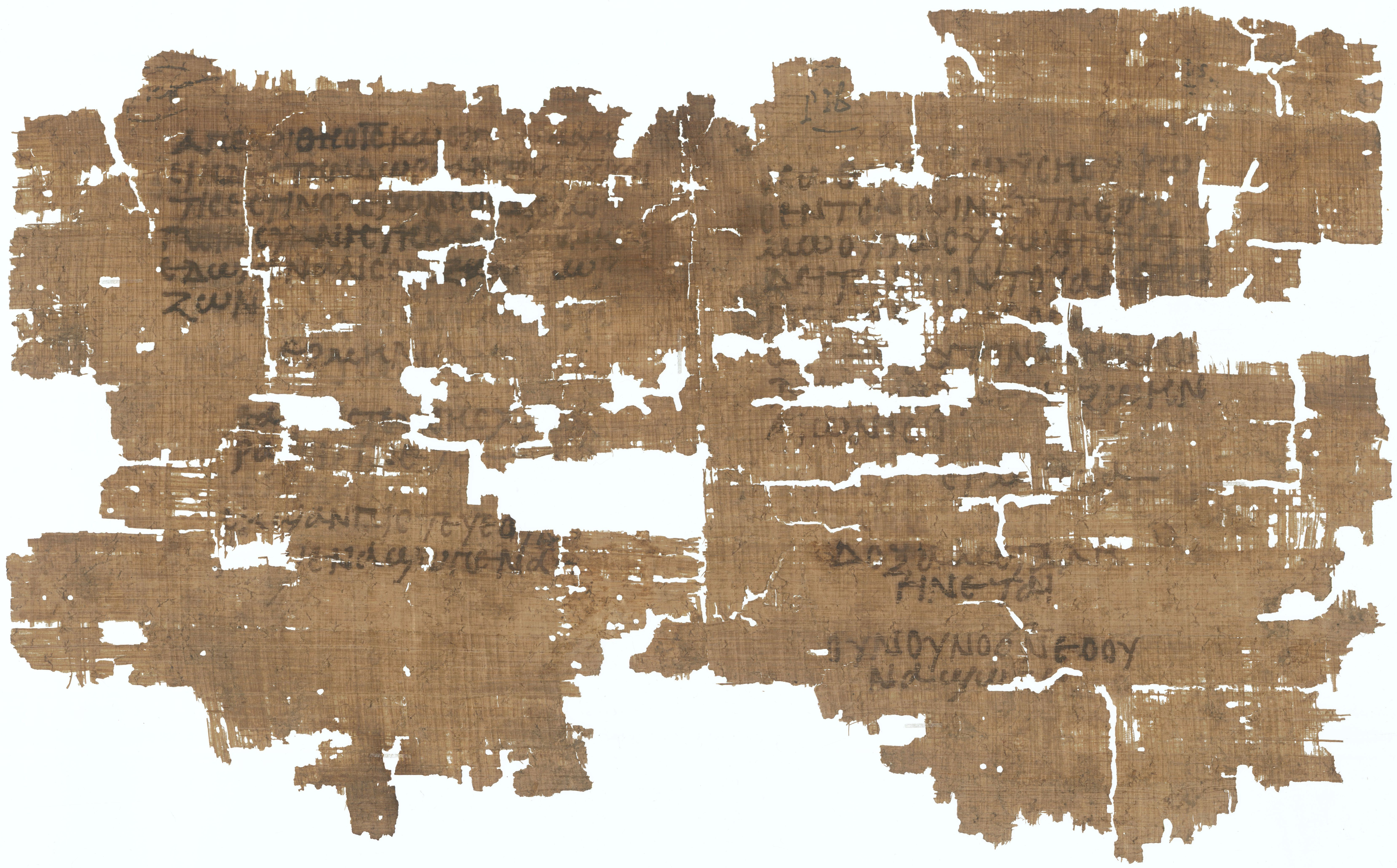
Le Papyrus Amherst 63, qui contient Jean 3:16.

Jean 3:16 (chapitre 3, verset 16 de l'Évangile selon Jean) est l'un des versets les plus cités de la Bible, car il est considéré comme un résumé du thème central du christianisme.

« Car Dieu a tant aimé le monde qu'il a donné son Fils unique, afin que quiconque croit en lui ne périsse point, mais qu'il ait la vie éternelle. »

## Versions
| Langue   | Texte             | Jean 3:16 |
| -------- | ----------------- | --- |
| Grec     | Nouveau Testament | Οὕτως γὰρ ἠγάπησεν ὁ θεὸς τὸν κόσμον, ὥστε τὸν υἱὸν τὸν μονογενῆ ἔδωκεν, ἵνα πᾶς ὁ πιστεύων εἰς αὐτὸν μὴ ἀπόληται ἀλλ᾽ ἔχῃ ζωὴν αἰώνιον. Hoútōs gàr ēgápēsen ho theòs ton kósmon, hṓste tòn huiòn tòn monogenê édōken, hína pâs ho pisteúōn eis autòn mḕ apólētai all᾽ ékhēi zōḕn aiṓnion. |
| Syriaque | Peshitta          | ܗܟܢܐ ܓܝܪ ܐܝܝܩ ܐܠܗܐ ܠܥܠܡܐ ܐܝܟܢܐ ܕܠܒܪܗ ܝܚܝܕܝܐ ܢܬܠ ܕܟܠ ܡܢ ܕܡܗܝܡܢ ܟܗ ܠܐ ܢܐܟܙ ܐܠܐ ܢܗܘܘܢ ܠܗ ܝܚܐ ܕܠܥܠܡ܀ Hāḵanā gér ʼaḥeḇ ʼalāhā lʻālmā ʼaykanā dlaḇreh yḥyḏāyā yetel dkul man damhaymen beh lā naḇaḏ élā nehwuwn leh ḥayé dalʻālam.                                                               |
| Latin    | Vulgate           | Sic enim Deus dilexit mundum, ut Filium suum unigenitum (in some versions, unicum) daret: ut omnis qui credit in eum, non pereat, sed habeat vitam æternam. |

## Contexte biblique

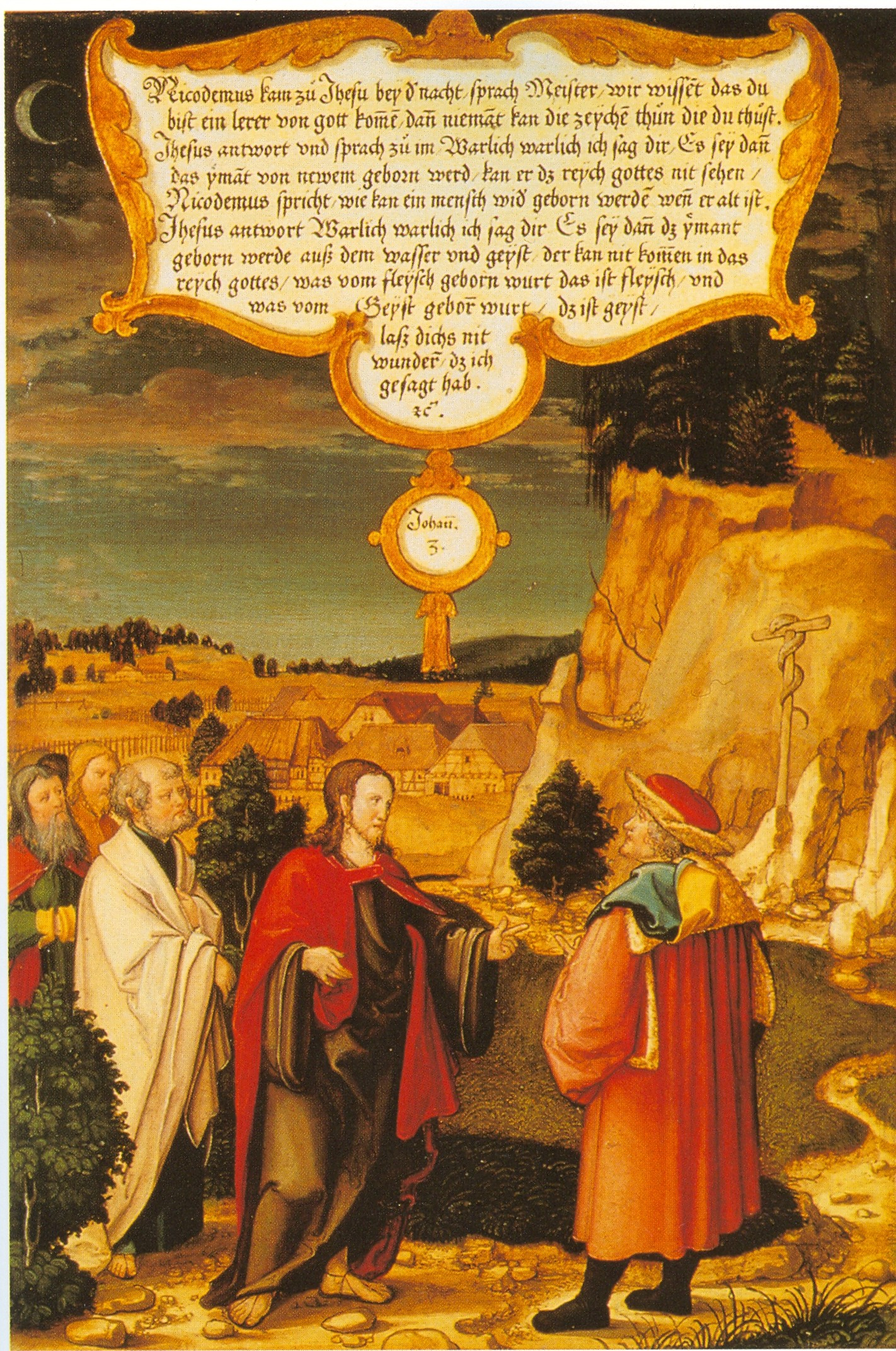
Jésus et Nicodème, par Heinrich Füllmaurer (v. 1540), musée d'Histoire de l'art de Vienne.

Jean 3:16 commence par la conversation entre Nicodème, « pharisien et chef des Juifs », et Jésus. La rencontre, probablement à Jérusalem, fait partie de la passion de Jésus. Pour éviter des ennuis avec d'autres pharisiens, il est venu le voir seul ; c'est la seule fois qu'un pharisien est présenté positivement en présence de Jésus.
Pour interpréter l’entrevue entre Jésus et Nicodème, il convient de tenir compte de la chronologie indiquée par l'auteur, de la symbolique de la nuit et des thèmes abordés au cours de l’entretien. La nuit du chapitre 3 se rattache au contexte pascal dont il est question depuis le chapitre 2, 13 : il s’agit des fêtes de la première Pâque de Jésus, la Pâque juive.
Nicodème dit à Jésus : « Rabbi, nous savons que tu es un docteur venu de Dieu, car personne ne peut faire ces miracles que tu fais, si Dieu n’est avec lui ». Cependant, cet acte de foi de la part de Nicodème se révèle imparfait et inadéquat : il caractérise ces hommes impressionnés par les miracles, mais dont Jésus se méfie, car ils ne reconnaissent en lui qu’un maître parmi d’autres, envoyé par Dieu, accrédité par les signes, un roi-messie terrestre.
Jésus transmet son enseignement à Nicodème (Jn 3. 1-21). L’enseignement sur la nouvelle naissance « d’eau et d’Esprit » est explicitement une allusion au sacrement du baptême, le Christ développant à cet instant une théologie de la transcendance d’après laquelle il est « celui qui est descendu du ciel » (verset 13) ; mais les questions naïves de Nicodème montrent qu’il n’en comprend pas le sens .

## Commentaires

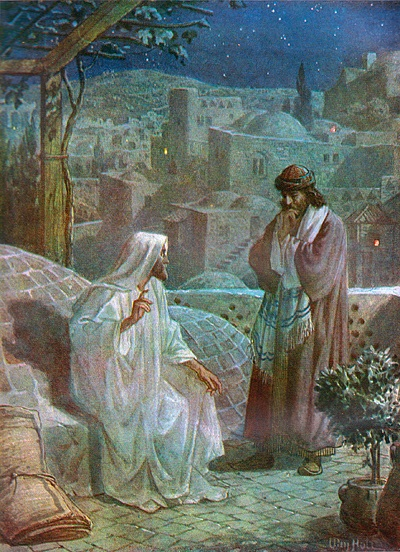
Jésus et Nicodème, par William Hole.

Jean 3:16 a été nommé « le verset central de la Bible ». Martin Luther, notamment, a déclaré que le verset est « l'évangile en miniature ».
Le théologien Larry Hurtado voit ce verset comme reflétant l'importance de Jésus dans le christianisme.

### Thomas d'Aquin
« La récompense de la foi est au-delà de notre compréhension. car si le Père a donné au Fils tout ce qu'il a, et que le Père a la vie éternelle, alors il a aussi donné la vie éternelle au Fils. Quiconque croit en Lui cherche ce qu'il a, le Fils de la foi, mais le Fils est la vie éternelle, ainsi quiconque croit en lui a la vie éternelle. »

— Thomas d'Aquin.

### Walter Kasper et Joseph Ratzinger
Le Catéchisme de l'Église catholique indique  : « Il n’y a pas de limites à la miséricorde de Dieu, mais qui refuse délibérément d’accueillir la miséricorde de Dieu par le repentir rejette le pardon de ses péchés et le salut offert par l’Esprit Saint. Un tel endurcissement peut conduire à l’impénitence finale et à la perte éternelle. »

### Bonhoeffer et Barth
Le théologien calviniste D. A. Carson a déclaré que le verset « indique clairement que, appliqué aux êtres humains, l'amour de Dieu n'est pas la conséquence de leur beauté mais de la sublime vérité que Dieu est amour » .
Certains utilisent Jean 3:16 pour soutenir l'universalisme chrétien, selon lequel tous les humains seront finalement sauvés par Dieu, et que la souffrance éternelle en enfer n'existe pas.

## Musique classique
- Heinrich Schütz, Also hat Gott die Welt geliebt, motet SWV 380 (Op. 11/12)
- Dietrich Buxtehude, Also hat Gott die Welt geliebt, cantate, BuxWV 5
- Georg Philipp Telemann, Also hat Gott die Welt geliebt, cantate, 23 TVWV1:82
- Jean-Sébastien Bach, Also hat Gott die Welt geliebt, cantate, BWV 68; für den 2. Pfingstfesttag 1725 komponiert
- Hugo Distler, Also hat Gott die Welt geliebt, cantate, Liturgische Sätze op. 13